# Arthur Bliss
Sir Arthur Edward Drummond Bliss (ur. 2 sierpnia 1891 w Londynie, zm. 27 marca 1975 tamże) – kompozytor i dyrygent brytyjski.

## Życiorys
Jego ojciec pochodził z Nowej Anglii. Uczęszczał do Rugby School, później studiował pod kierunkiem Charlesa Wooda na Cambridge University, który ukończył w 1913 roku. W latach 1913–1914 był studentem Royal College of Music. Jego nauczycielami byli Charles Villiers Stanford, Ralph Vaughan Williams oraz Gustav Holst. Podczas I wojny światowej służył na froncie jako żołnierz 7 Pułku Piechoty (1914–1917) oraz Grenadier Guards (1917–1918). W 1921 roku został wykładowcą kompozycji na Royal College of Music.
Od 1923 do 1925 roku i ponownie od 1934 do 1941 roku przebywał w Stanach Zjednoczonych, gdzie m.in. wykładał na Uniwersytecie Kalifornijskim w Berkeley. Podczas pobytu w USA napisał muzykę do opartego na scenariuszu H.G. Wellsa filmu Rzeczy, które nadejdą. W latach 1942–1944 był dyrektorem muzycznym BBC.
W 1950 roku otrzymał tytuł szlachecki, zaś w 1953 roku objął funkcję Master of the Queen’s Music. Doctor honoris causa uniwersytetów w Edynburgu (1946), Londynie (1947) i Cambridge (1964). Rycerz Komandor Królewskiego Orderu Wiktoriańskiego (1969), odznaczony Orderem Towarzyszy Honoru (1971).
W 1970 roku opublikował swoje wspomnienia pt. As I Remember.

## Twórczość
W pierwszym okresie swojej twórczości, datowanym na okres bezpośrednio po zakończeniu I wojny światowej, poszukiwał nowych rozwiązań brzmieniowych, nawiązując do dorobku Strawinskiego, Ravela, Satiego, a także jazzu. Środkowy okres jego twórczości charakteryzuje się tendencjami klasycznymi i zainteresowaniem formami kameralnymi, podczas gdy w ostatnich dekadach swojego życia tworzył głównie muzykę sceniczną.

## Ważniejsze kompozycje
(na podstawie materiałów źródłowych)

### Opery
- The Olympians (1948–1949)
- The Beggar’s Opera (1952–1953)
- Tobias and the Angel (1960)

### Balety
- Checkmate (1937)
- Miracle in the Gorbals (1944)
- Adam Zero (1946)
- The Lady of Shallott (1958)

### Muzyka orkiestrowa
- 2 Studies (1920)
- Mélée Fantasque (1921)
- A Colour Symphony (1921–1922)
- Introduction and Allegro (1926)
- Hymn to Apollo (1926)
- Music for Strings (1935)
- Meditations on a Theme by John Blow (1955)
- Edinburgh Overture (1956)
- Metamorphic Variations (1972)

### Koncerty
- koncert na 2 fortepiany (1924)
- koncert fortepianowy (1968)
- koncert skrzypcowy (1955)
- koncert wiolonczelowy (1970)

### Muzyka wokalno-instrumentalna
- Lie Strewn the White Flocks na mezzosopran, chór i orkiestrę (1928)
- Morning Heroes, symfonia na chór i orkiestrę z udziałem oratora (1930)
- A Song of Welcome na sopran, baryton, chór i orkiestrę (1954)
- The Beatitudes na sopran, tenora, chór i orkiestrę (1961)
- Mary of Magdala na kontratenora, baryton, chór i orkiestrę (1962)
- The Golden Cantata na tenora, chór i orkiestrę (1963)
- The World is charged with the grandeur of God na chór i instrumenty dęte (1969)
- 2 Ballads na głosy żeńskie i orkiestrę (1971)

### Muzyka wokalna
- Aubade for Coronation Morning (1953)
- Seek the Lord (1956)
- Birthday Song for a Royal Child (1959)
- Stand up and bless the Lord your God (1960)
- Cradle Song for Newborn Child (1963)
- O Give Thanks (1965)
- River Music (1967)
- Lord, who shall abide in Thy Tabernacle (1968)
- A Prayer to the Infant Jesus (1968)
- Prayer to St Francis of Assisi (1972)
- Put thou thy trust in the Lord (1972)
- Sing, Mortals! (1974)
- Shield of Faith (1974)

### Muzyka kameralna
- Madame Noy na sopran i orkiestrę kameralną (1918)
- kwintet fortepianowy (1919)
- Rhapsody na sopran, tenora i orkiestrę kameralną (1919)
- Rout na sopran i orkiestrę kameralną (1920)
- kwintet obojowy (1927)
- Serenade na baryton i orkiestrę kameralną (1929)
- kwintet klarnetowy (1932)
- A Knot of Riddles na baryton i orkiestrę kameralną (1963)